# Bengt Lagerberg
Bengt Fredrik Arvid Erland Lagerberg, född 5 juli 1973 i Stockholm, spelar trummor i pop/rockbandet The Cardigans. Han är också medlem i popgruppen Brothers of End.
Han är bosatt i Malmö.